# Pseudoxyascaris japonicus
Pseudoxyascaris japonicus ist ein bei Amphibien in Japan vorkommender Spulwurm und einziger Vertreter der Gattung Pseudoxyascaris. Typuswirt ist der  	Winkelzahnmolch Onychodactylus japonicus.

## Merkmale
Pseudoxyascaris hat die Merkmale der Oxyascaridinae. Von der Schwestergattung Oxyascaris unterscheidet sich die Gattung dadurch, dass nur wenige Papillen hinter dem Anus ausgebildet sind, die Vulva in der vorderen Körperhälfte liegt und keine Seitenflügel ausgebildet sind.
Männchen von Pseudoxyascaris japonicus sind 5 bis 7,6 mm lang und im hinteren Bereich bis zu 0,3 mm dick. Der Schwanz ist 0,4 bis 0,6 mm lang und endet in einer scharfen Spitze. Der Nervenring liegt 0,36 bis 0,38 mm hinter dem Vorderende. Der Ösophagus ist 0,86 bis 1,1 mm lang und 0,056 bis 0,06 mm dick. Der vordere Drüsenabschnitt misst 0,22 bis 0,38 mm. Die beiden Spicula sind 0,43 bis 0,45 mm lang und etwa gleich lang. Vor dem Anus liegen vier Papillenpaare, dahinter sechs.
Weibchen von Pseudoxyascaris japonicus sind 10 bis 15,8 mm lang und bis zu 0,5 mm dick. Der Ösophagus ist 0,95 bis 1,12 mm lang und 0,056 bis 0,07 mm dick. Der vordere Drüsenabschnitt ist 0,27 bis 0,43 mm lang. Der Nervenring liegt 0,41 bis 0,43 mm hinter dem Vorderende.